# Paul-Henri-Romuald Ely
Paul-Henri-Romuald Ely, francoski general, * 1897, † 1975.